# L'Amour et la Veine
Pour plus de détails, voir Fiche technique et Distribution.
L'Amour et la Veine est un film français réalisé par Monty Banks en 1932. 
C'est la version française du film britannique Money for nothing que Monty Banks avait déjà réalisé avec Victor Kendall et Walter C. Mycroft comme scénaristes la même année.

## Fiche technique
- Titre original : Money for nothing
- Titre français : L'Amour et la Veine
- Réalisateur : Monty Banks
- Scénariste : Victor Kendall et Seymour Hicks
- Dialogue : Pierre Maudru
- Décors : Jean d'Eaubonne
- Photographie : Paul Cotteret et Ringel
- Montage : Maurice Serein
- Son : Henri Alliot et A. Fevrier
- Producteur : Jacques Haïk
- Société de production :  Établissements Jacques Haïk
- Pays de production :  France
- Format :  Noir et blanc - 1,37:1 - 35 mm - Son mono
- Genre : Comédie
- Durée : 95 minutes
- Date de sortie : 
  - France - 23 décembre 1932

## Distribution
- Max Dearly - Jeff Chester
- Ginette Gaubert - Jeanne Bermont
- Olga Valery - Comtesse Sohoza
- Rachel Devirys - Nina Delaporte
- Carina - Femme de chambre
- Nita Alvarez - Audray
- Robert Ancelin - Jackson
- Henri Richard - Jack Chester
- Paul Marthès - Maítre d'hôtel
- Robert Seller - Durant
- Gabriel Jacques - Tromboli
- Simone Lencret - Claudine
- Carjol - Bermont
- Léo Courtois - Durand
- Yvonne Claudie
- Milly Mathis
- Alfred Argus
- Joe Saint-Bonnet